# Patton (Name)
Patton ist ein englischer Vor- und Familienname.

## Herkunft und Bedeutung
Patton ist ein Patronym und bedeutet Sohn des Patrick.

## Namensträger

### Vor- oder Mittelname
- Patton Oswalt (* 1969), US-amerikanischer Komiker und Schauspieler
- James Patton Anderson (1822–1872), General der Konföderierten Staaten im Amerikanischen Bürgerkrieg
- Byron Patton Harrison (1881–1941), US-amerikanischer Politiker, siehe Pat Harrison

### Familienname
- Andreas Patton (* 1962), deutscher Schauspieler und Regisseur
- Antwan André Patton (* 1975), US-amerikanischer Musiker, siehe Big Boi
- Billy Joe Patton (William Joseph Patton; 1922–2011), US-amerikanischer Golfer
- Brad Patton (* 1972), australisch-schwedischer Pornodarsteller und Eiskunstläufer
- Candice Patton (* 1988), US-amerikanische Schauspielerin
- Charles Emory Patton (1859–1937), US-amerikanischer Politiker
- Charley Patton (1891–1934), US-amerikanischer Bluesmusiker
- Cindy Patton (* 1956), US-amerikanische Soziologin und Autorin
- Darvis Patton (* 1977), US-amerikanischer Leichtathlet
- David H. Patton (1837–1914), US-amerikanischer Politiker
- Dylan Patton (* 1992), US-amerikanischer Schauspieler
- Fiona Patton (* 1962), kanadische Autorin
- Francesco Patton OFM (* 1963), italienischer Ordensgeistlicher
- Gene Patton († 2015), US-amerikanischer Fernsehmoderator und Tänzer
- George Patton IV (1923–2004), US-amerikanischer Generalmajor
- George S. Patton senior (1833–1864), amerikanischer Offizier im Sezessionskrieg
- George S. Patton (Anwalt) (1856–1927), US-amerikanischer Anwalt, Geschäftsmann und Politiker
- George S. Patton (1885–1945), US-amerikanischer General
- Harvey Patton (1923–1994), deutscher Schriftsteller
- Helen Patton-Plusczyk (* 1962), deutsch-amerikanische Stifterin und Schauspielerin
- James Patton (1780–1830), US-amerikanischer Politiker
- James L. Patton (* 1941), US-amerikanischer Zoologe
- Jean Patton (* 1932), US-amerikanische Sprinterin
- Jeb Patton (* 1974), US-amerikanischer Jazzmusiker
- Jimmy Patton (1931–1989), US-amerikanischer Musiker
- John Patton (Politiker, 1823) (1823–1897), US-amerikanischer Politiker (Pennsylvania)
- John Patton junior (1850–1907), US-amerikanischer Politiker (Michigan)
- John Patton (Politiker, 1930) (1930–2015), US-amerikanischer Politiker (Wyoming)
- John Patton (1935–2002), US-amerikanischer Jazzmusiker
- John Denniston Patton (1829–1904), US-amerikanischer Politiker
- John M. Patton (1797–1858), US-amerikanischer Politiker
- Jonathan Collomb-Patton (* 1979), französischer Snowboarder
- Justin Patton (* 1997), US-amerikanischer Basketballspieler
- Loïc Collomb-Patton (* 1986), französischer Freestyle- und Freeride-Skisportler
- Lynne Patton (* 1973), US-amerikanische Event-Managerin und Politikberaterin
- Mark Patton (* 1959), US-amerikanischer Schauspieler
- Mel Patton (1924–2014), US-amerikanischer Sprinter
- Mike Patton (* 1968), US-amerikanischer Rockmusiker
- Nat Patton (1881–1957), US-amerikanischer Politiker
- Paul E. Patton (* 1937), US-amerikanischer Politiker
- Paula Patton (* 1975), US-amerikanische Schauspielerin
- Peter Patton (1876–1939), britischer Eishockeyspieler und -funktionär
- Phil Patton († 2015), US-amerikanischer Publizist
- Quinton Patton (* 1990), US-amerikanischer American-Football-Spieler
- Robert M. Patton (1809–1885), US-amerikanischer Politiker
- Sandy Patton (* 1948), US-amerikanische Jazzsängerin
- Ted Patton (* 1966), US-amerikanischer Ruderer
- Virginia Patton (1925–2022), US-amerikanische Schauspielerin
- Will Patton (William Patton; * 1954), US-amerikanischer Schauspieler
- William Patton (Theologe) (1798–1879), US-amerikanischer Theologe und Abolitionist
- William Hampton Patton (1853–1918), US-amerikanischer Entomologe
- William Weston Patton (1821–1899), US-amerikanischer Abolitionist